# François Gayot de Pitaval
Pour les articles homonymes, voir Gayot.
François Gayot de Pitaval (Lyon, 1673–1743) est un juriste et auteur français.

## Biographie
Il est le fils de Jean-Jacques Gayot de la Rajasse, conseiller au présidial de Lyon en 1664, élu échevin de Lyon (en 1683-1684), et de Hélène de la Roue. Il se marie à Anne Curnillon. De leur union naît une fille, Andrée, mariée en premières noces à Joseph Sorbière puis à Jean Théodore Bourchers, bourgeois de Lyon.
Gayot de Pitaval fait ses études à Paris pour devenir abbé, mais quitte la religion pour l'armée. À cinquante ans, il reprend les études pour devenir avocat. En plus de son ouvrage classique des Causes célèbres, où l'on trouve entre autres le compte-rendu du procès de Martin Guerre (au tome I), de l'affaire des poisons (au tome I), des démons de Loudun (au tome II), ou de l'assassinat de la Marquise de Ganges (au tome V), il a rédigé de nombreux livres d'anecdotes historiques, galantes et poétiques[réf. nécessaire].

## Publications
- Question d'Estat : Fille reclamée par deux mères, 1716.
- Nouveau Recueil d'énigmes, 1717 et 1721.
- Bibliothèque des gens de cours, ou Mélange curieux. De bons mots d'Henri IV, de Louis IV, de Louis XIV, de plusieurs princes & seigneurs de la cour, & autres personnes illustres, 1723, rééd. 1732 - 6 tomes.
- L'Art d'orner l'esprit en l'amusant, ou Nouveau Choix de traits vifs, saillans & legers, soit en vers, soit en prose, 1728 -  2 tomes.
- Esprit des conversations agréables, Nouveau mélange de pensées choisies, en vers et en proses, sérieuses et enjouées, intéressans, d'anecdote singulière, d'historiette instructives et de remarques critiques sur plusieurs ouvrages, 1731 - 2 tomes.
- Nouveau Mélange de pensées choisies, en vers et en proses, sérieuses et enjouées, intéressans, d'anecdote singulière, d'historiette instructives et de remarques critiques sur plusieurs ouvrages, 1732 - 2 tomes.
- Le Faux Aristarque reconnu, ou Lettres critiques sur le dictionnaire néologique ; Pantalon-Phoebus ; Le Discours de Mathanasius ; Les Voyages des deux Gulliver.... de l'abbé Desfontaines ; Anecdotes grecques, ou Aventures secrète d'Aridée, 1733 - 2 tomes.
- Causes célèbres et intéressantes, avec les jugemens qui les ont décidées, Paris, 1739-1750, 20 vol.…
  - Tome III, Paris, [Pierre-Guillaume] Cavelier, 1742, 592 p. (en ligne sur Gallica), édition Desprez et Cavelier, 1750 (en ligne sur Internet Archive),
  - Tome VIII, nouvelle édition revûë, corrigée & augmentée, Paris : chez Charles-Nicolas Poirion, 1739, 567 p.
  - Tome XVI, Paris, Théodore Legras, 1740, 552 p. (en ligne sur Gallica),
  - Tome XX, Paris, Poirion, 1750, 520 p. (en ligne sur Gallica)
  - Éd. La Haye, Jean Neaulme, 1747-1751 :
    - Tome I, 1747, 328 p. (en ligne sur Internet Archive),
    - Tome II, 1747, 336 p. (en ligne sur Internet Archive),
    - Tome IV, 1748, 308 p. (en ligne sur Internet Archive),
    - Tome VII, 1749, 344 p. (en ligne sur Internet Archive),
    - Tome IX, 1749, 298 p. (en ligne sur Internet Archive),
    - Tome XIV, 1750, 416 p. (en ligne sur Internet Archive),
    - Tome XV, 1750, 412 p. (en ligne sur Internet Archive),
    - Tome XVI, 1750, 368 p. (en ligne sur Internet Archive),
    - Tome XIX, 1745, 480 p. (éd. antérieure, en ligne sur HathiTrust)
    - Tome XX, 1750, 331 p. (en ligne sur Internet Archive),
    - Tome XXI, 1751, 318 p. (en ligne sur Internet Archive),
    - Tome XXII, 1751, 212 p. (en ligne sur Internet Archive),

  - …continué par de Jean-Claude de La Ville, Paris, 1769, 4 vol.…
  - Rééd. Amsterdam, Van den Berghen – Liège, Bassompierre, 1775 :
    - Tome III, 396 p. (en ligne sur Internet Archive),
    - Tome IV, 390 p. (en ligne sur Internet Archive),
    - Tome V, 408 p. (en ligne sur Internet Archive),
    - Tome VI, 403 p. (en ligne sur Internet Archive),
    - Tome VII, 430 p. (en ligne sur Internet Archive),
    - Tome VIII, 464 p. (en ligne sur Internet Archive),
    - Tome IX, 381 p. (en ligne sur Internet Archive),
    - Tome X, 460 p. (en ligne sur Internet Archive),
    - Tome XI, 399 p. (en ligne sur Internet Archive),
    - Tome XII, 471 p. (en ligne sur Internet Archive),
    - Tome XIII, 540 p. (en ligne sur Internet Archive),
    - Tome XIV, 423 p. (en ligne sur Internet Archive),
    - Tome XV, 390 p. (en ligne sur Internet Archive),
    - Tome XVII, 467 p. (en ligne sur Internet Archive),
    - Tome XIX, 480 p. (en ligne sur Internet Archive),
    - Tome XXI, 496 p. (en ligne sur Internet Archive),
    - J.-C. de La Ville, Continuation des…, Tome I, 375 p. (en ligne sur Internet Archive),
    - J.-C. de La Ville, Continuation des…, Tome II, 360 p. (en ligne sur Internet Archive),
    - J.-C. de La Ville, Continuation des…, Tome III, 436 p. (en ligne sur Internet Archive),

  - …et Richer, Amsterdam, Michel Rhey, 1771-1788, 22 vol.
    - Tome I, 1771, 487 p. (en ligne sur GoogleBooks),
    - Tome II, 1772, 633 p. (en ligne sur GoogleBooks),
    - Tome IV, 1773, 578 p. (en ligne sur GoogleBooks),
    - Tome VIII, 1774, 443 p. (en ligne sur GoogleBooks),
    - Tome XIV, 1777, 476 p. (en ligne sur GoogleBooks),
    - Tome XIX, 1786, 488 p. (en ligne sur GoogleBooks).

## Citations
« J'aimerais autant demander à un vieillard : « Quel jour mourrez-vous ? » que de demander à une jolie femme qui n'est pas trop jeune : « Quel jour êtes-vous née ? ». » (1675) 
« Il faut avouer que son goût et ses talents étaient médiocres ; mais ce qui a le plus contribué à le faire traiter sans ménagement, c'est qu'il se croyait le plus ingénieux des écrivains et ne s'en cachait pas. Il s'était même érigé en juge sur le Parnasse, et critiquait hardiment les écrivains les plus célèbres » (Quérard d'après Biogr. univ.).